# Донли (округ)
Округ Донли (англ. Donley County) расположен в США, штате Техас. Официально образован в 1882 году и назван в честь Стоктона Донли — приграничного адвоката, участника Гражданской войны. По состоянию на 2000 год численность населения составляла 3828 человек. Окружным центром является город Кларендон.

## География
По данным Бюро переписи США, общая площадь округа составляет 2417 км², из которых 2408 км² представляют собой сушу и 8 км² или 0,35% это водоёмы.

### Соседние округа
- Армстронг (запад)
- Бриско (юго-запад)
- Грей (север)
- Коллингсуэрт (восток)
- Холл (юг)

## Демография
По данным переписи населения 2000 года в округе проживало 3828 жителей, в составе 1578 хозяйств и 1057 семей. Плотность населения была 2 человека на 1 квадратный километр. Насчитывалось 2378 жилых домов, при плотности покрытия 1 постройка на 1 квадратный километр. По расовому составу население состояло из 91,41 % белых, 3,94 % чёрных или афроамериканцев, 0,89 % коренных американцев, 0,1 % азиатов, 2,72 % прочих рас, и 0,94 % представители двух или более рас. 6,35 % населения являлись испаноязычными или латиноамериканцами.
Из 1578 хозяйств 24,8 % воспитывают детей возрастом до 18 лет, 56,7 % супружеских пар живущих вместе, 7,5 % женщин-одиночек, 33 % не имели семей. 31,4 % от общего количества живут самостоятельно, 17 % лица старше 65 лет, живущие в одиночку. В среднем на каждое хозяйство приходилось 2,3 человека, среднестатистический размер семьи составлял 2,86 человека.
Показатели по возрастным категориям в округе были следующие: 22,4 % жители до 18 лет, 9,8 % от 18 до 24 лет, 20,6 % от 25 до 44 лет, 25,5 % от 45 до 64 лет, и 21,7 % старше 65 лет. Средний возраст составлял 43 года. На каждых 100 женщин приходилось 94,4 мужчин. На каждых 100 женщин в возрасте 18 лет и старше приходилось 91,7 мужчины.
Средний доход на хозяйство в округе составлял 29 006 $, на семью — 37 287 $. Среднестатистический заработок мужчины был 24 375 $ против 18 882 $ для женщины. Доход на душу населения был 15 958 $. Около 10,5 % семей и 15,9 % общего населения находились ниже черты бедности. Среди них было 20,9 % тех кому ещё не исполнилось 18 лет, и 15,9 % тех кому было уже больше 65 лет.

## Населённые пункты

### Города
- Кларендон
- Хедли
- Ховардвик

### Немуниципальные территории
- Лелия-Лейк

## Политическая ориентация
На президентских выборах 2008 года Джон Маккейн получил 81,3% голосов избирателей против 17,22% у демократа Барака Обамы.
В Техасской палате представителей округ Донли числится в составе 88-го района. С 1989 года интересы округа представляет республиканец Уоррен Чисам из Пампы.

## Образование
Образовательную систему округа составляют следующие учреждения:
- сводный школьный округ Кларендон[4]
- Кларендонский колледж[5]
- школьный округ Хедли

## Галерея
|                                                           |                            |                                                        |
| Кларендонский колледж старейшее учебное заведение региона | Карта Кларендона 1890 года | Мемориал ветеранам округа перед зданием окружного суда |